# CRC Press
CRC Press, LLC là một tập đoàn chuyên xuất bản sách chuyên môn của Hoa Kỳ. Những cuốn sách của CRC Press tập trung vào ngành kỹ thuật, khoa học và toán học. Phạm vi hoạt động của tập đoàn cũng bao gồm các cuốn sách về kinh doanh, pháp y và công nghệ thông tin. CRC Press hiện là một bộ phận của Taylor & Francis, một trong những công ty con của Informa.

## Lịch sử
CRC Press được thành lập vào năm 1903 với tên gọi Chemical Rubber Company (CRC, tạm dịch: Công ty hóa học Cao su) bởi anh em Arthur, Leo và Emanuel Friedman tại Cleveland, Ohio, dựa trên một doanh nghiệp trước đó của Arthur, người đã bắt đầu bán tạp dề phòng thí nghiệm bằng cao su vào năm 1900. Công ty dần mở rộng sang việc bán thiết bị phòng thí nghiệm cho các nhà hóa học. Năm 1913, CRC đã cung cấp một cuốn sổ tay ngắn (116 trang) tên là Rubber Handbook làm phần thưởng cho những lần mua 12 chiếc tạp dề. Kể từ đó, Rubber Handbook trở thành cuốn sách chủ đạo của CRC mang tên CRC Handbook of Chemistry and Physics. Một trong những sổ tay tham khảo thành công nhất của CRC là CRC Standard Mathematical Tables, một cuốn sách đã bán được hơn 2 triệu bản.
Năm 1964, Chemical Rubber quyết định tập trung vào việc xuất bản và vào năm 1973, công ty đổi tên thành CRC Press, Inc và rời khỏi ngành sản xuất, tách mảng này thành Công ty Lab Apparatus.
Năm 1986, Công ty Times Mirror đã mua lại CRC Press. Times Mirror bắt đầu nghiên cứu khả năng bán CRC Press vào năm 1996 và vào tháng 12 đã tiết lộ rằng CRC đã được bán cho Information Ventures. Vào năm 2003, CRC trở thành một phần của Taylor & Francis, một phần của nhà xuất bản Informa của Anh từ năm 2004.